# Achim Benning
Achim Benning (* 20. Januar 1935 in Magdeburg als Hans Joachim Benning; † 30. Januar 2024 in Wien) war ein deutscher Schauspieler, Theaterregisseur und Theaterintendant. Er war von 1976 bis 1986 Direktor des Wiener Burgtheaters.

## Leben und Wirken
Nach dem Abitur 1955 an der Gaußschule in Braunschweig, studierte Benning von 1955 bis 1960 Philosophie in München und Wien. Seine gleichzeitige Schauspielerausbildung am Max-Reinhardt-Seminar schloss er 1959 erfolgreich ab. Im selben Jahr begann er als Schauspielereleve seine Tätigkeit am Burgtheater. Seine wichtigsten Rollen als Schauspieler waren Orest in Sophokles’ Elektra, Lwow in Tschechows Iwanow, Erwin in Grass’ Die Plebejer proben den Aufstand (1966) und Warwick in Shaws Die heilige Johanna.
Seit 1971 arbeitete er auch als Regisseur. 1976 übertrug ihm Unterrichtsminister Fred Sinowatz (Benning 2012: ein bemerkenswerter, modern denkender Mann) die Direktion des Burgtheaters, die er bis 1986 innehatte. Benning bot außerdem während des Kalten Krieges tschechischen Dissidenten und Autoren wie Vaclav Havel, mit dem er auch eine enge Freundschaft pflegte, sowie Pavel Kohout eine Bühne für ihre Werke. Benning öffnete das Burgtheater zunehmend für Gastregisseure wie Erwin Axer, Dieter Dorn, Adolf Dresen, Hans Neuenfels, Peter Palitzsch, Johannes Schaaf, Manfred Wekwerth und Leopold Lindtberg. Er versuchte sich … als behutsamer Modernisierer, der rasch ins Fadenkreuz selbsternannter Traditionsbewahrer geriet, resümierte Ronald Pohl 2012 in der Wiener Tageszeitung Der Standard ein Gespräch mit Benning. Dieser erinnerte sich, die Kronen-Zeitung habe eine Kampagne gegen seine Direktion geführt: Die Burg werde linksideologisch unterwandert, weil wir Elias Canettis Komödie der Eitelkeit spielten.
1989 wurde er Intendant des Schauspielhauses Zürich und blieb es bis 1992. Seitdem war er freiberuflich als Schauspieler und Regisseur tätig.
Zu seinen Inszenierungen in Wien gehören Strindbergs Der Vater (1973) und Totentanz (1977), Gorkis Sommergäste (1979), Feydeaus Einer muß der Dumme sein (1980/81) und dessen Ein Klotz am Bein (1985) sowie Hotel Ultimus (1991), Büchners Dantons Tod (1982), Tschechows Der Kirschgarten (1985), die Uraufführung von Klaus Pohls Das Alte Land (1984), Turgenjews Ein Monat auf dem Lande (1986) und Nestroys Der Talisman (1993) sowie dessen Einen Jux will er sich machen (1996).
Am Zürcher Schauspielhaus inszenierte er die Uraufführungen von Hürlimanns Der letzte Gast (1990) und dessen Der Gesandte (1991).
Von 1993 bis 2003 war Achim Benning ordentlicher Universitätsprofessor für Regie am Max-Reinhardt-Seminar (Universität für Musik und darstellende Kunst Wien), nach seiner Emeritierung lehrte er bis 2005 Rollengestaltung.
Er starb am 30. Januar 2024 im Alter von 89 Jahren. Er wurde am Wiener Zentralfriedhof bestattet.

## Filmografie (als Schauspieler, Auswahl)
- 1963: Die Grotte
- 1971: Der Fall Jägerstätter
- 1971: Augenzeugen müssen blind sein
- 1972–1974: Tatort (Fernsehreihe) als Kriminalrat Schneehans
  - 1972: Münchner Kindl
  - 1974: 3:0 für Veigl
- 1975: Totstellen – Der Sohn eines Landarbeiters wird Bauarbeiter und baut sich ein Haus

## Auszeichnungen
- Einladung für seine Inszenierung der Sommergäste von Maxim Gorki zum Berliner Theatertreffen (1980)
- Kainz-Medaille für seine Burgtheater-Inszenierung der Sommergäste von Gorki (1981)
- Goldenes Ehrenzeichen für Verdienste um das Land Wien (2006)[6]
- Ehrenmitglied des Wiener Burgtheaters[7]